# ساقه کرفس غول‌پیکر
ساقهٔ کرفس غول‌پیکر (به انگلیسی: Stalk of the Celery Monster) یک فیلم کوتاه پویانمایی به کارگردانی و نویسندگی تیم برتون است که او آن را زمان دانشجویی در موسسهٔ هنرهای کالیفرنیا با مداد طراحی کرده‌است. تا مدتها این فیلم ۸ میلیمتری، گمشده در نظر گرفته شده بود تا اینکه قسمت‌هایی از آن در سال ۲۰۰۶ از تلویزیون اسپانیا نشان داده شد. در حال حاضر قطعه‌های فیلم در کتابخانه کنگره بایگانی شده‌است. آن زمان این فیلم مورد توجه استودیو انیمیشن والت دیزنی قرار گرفت و آنها به برتون پیشنهاد کارآموزی در استودیو دیزنی را دادند.

## داستان
تنها بخش‌هایی که از فیلم مانده‌است نشان می‌دهد که دندانپزشکی به نام دکتر مکسول پین آزمایش های خونباری را روی بیمارانش انجام می‌دهد. یک بار که روی زنی می‌خواهد آزمایش کند، ساقهٔ کرفس غول‌پیکر در حال غرش کردن آشکار می‌شود. در کلیپ بعدی زن آنجا را ترک می‌کند و دکتر پین به دنبال قربانی بعدی می‌گردد.